# ウマル・ハン
ムハンマド・ウマル・ハン（ウズベク語: مۇھەممەد ئۆمەرخان, ラテン文字転写: Muhammad Umar Khan, キリル文字転写: Муҳаммад Умар хон 生年不詳 - 1822年）は、コーカンド・ハン国の君主（在位：1810年頃 - 1822年）。その治世にコーカンド・ハン国は最盛期を迎えた。

## 生涯
ナルブタ・ビーの子でアーリム・ハンの弟にあたる。1809年2月から3月の間、ウマルは兄のアーリムの命を受けてカザフ・ハン国領であったタシュケントを陥落させ、タシュケントとホジェンドの中間に位置するクラマ地方に駐屯した。アーリムがウズベクの部族長達の反乱によって廃位された後、ウマルがコーカンド・ハン国の君主となった。
即位したウマルはフェルガナ盆地を本拠地としてブハラ・アミール国と中央アジアのオアシス地帯の支配権を巡って争い、カザフ草原南部に勢力を拡大する。1815年/16年にコーカンド・ハン国はテュルキスタンを占領し、カザフ草原に進出した。ウマルは戦勝を記念して「アミール・アル＝ムスリミーン（ムスリムの長）」の称号を用い、「アミール・アル＝ムウミニーン」を称するブハラのサイイド・ハイダル・トゥラに対抗した。その一方でブハラ・アミール国と一時的に友好関係を築いていたため、ウマルの治世に一時的にコーカンド、ブハラ、ヒヴァのウズベク三ハン国に政治的安定が訪れた。
ロシアと清には通商の拡大を求め、オスマン帝国には臣従を申し出た。清に対しては1813年と1820年の2度にわたってカシュガルに駐在するコーカンド商人からの徴税権と代官の設置を要求したが、ウマルの要求は却下された。

## 事績
ウマルは信心深い聡明な君主として民衆から支持を集めていた。ウマルはフェルガナ盆地に灌漑用の運河を建設し、農業の発展を促進した。
ウマルはティムール朝の宮廷に倣って文芸の保護に力を入れ、コーカンドの宮廷を中心として文芸復興が進展した。自身も「アミーリー」と号して詩作を行い、妃のナーディラも女流詩人として名を残した。コーカンドの詩人の作品を編纂した詩集にはウマルの作品も収録されている。